# Ròcafixada
Ròcafixada (en francès Roquefixade) és un municipi de la regió d'Occitània, al departament de l'Arieja

## Llocs d'interès
- Castell de Ròcafixada